# Dillon Brooks
Dillon Brooks (Mississauga, 22 de janeiro de 1996), é um jogador de basquete canadense profissional do Phoenix Suns da National Basketball Association (NBA). Ele jogou basquete universitário pelo Oregon Ducks, aonde foi nomeado por consenso para o segundo time All-American e ganhou o prêmio de melhor jogador da conferência Pac-12 em 2017

## Carreira universitária

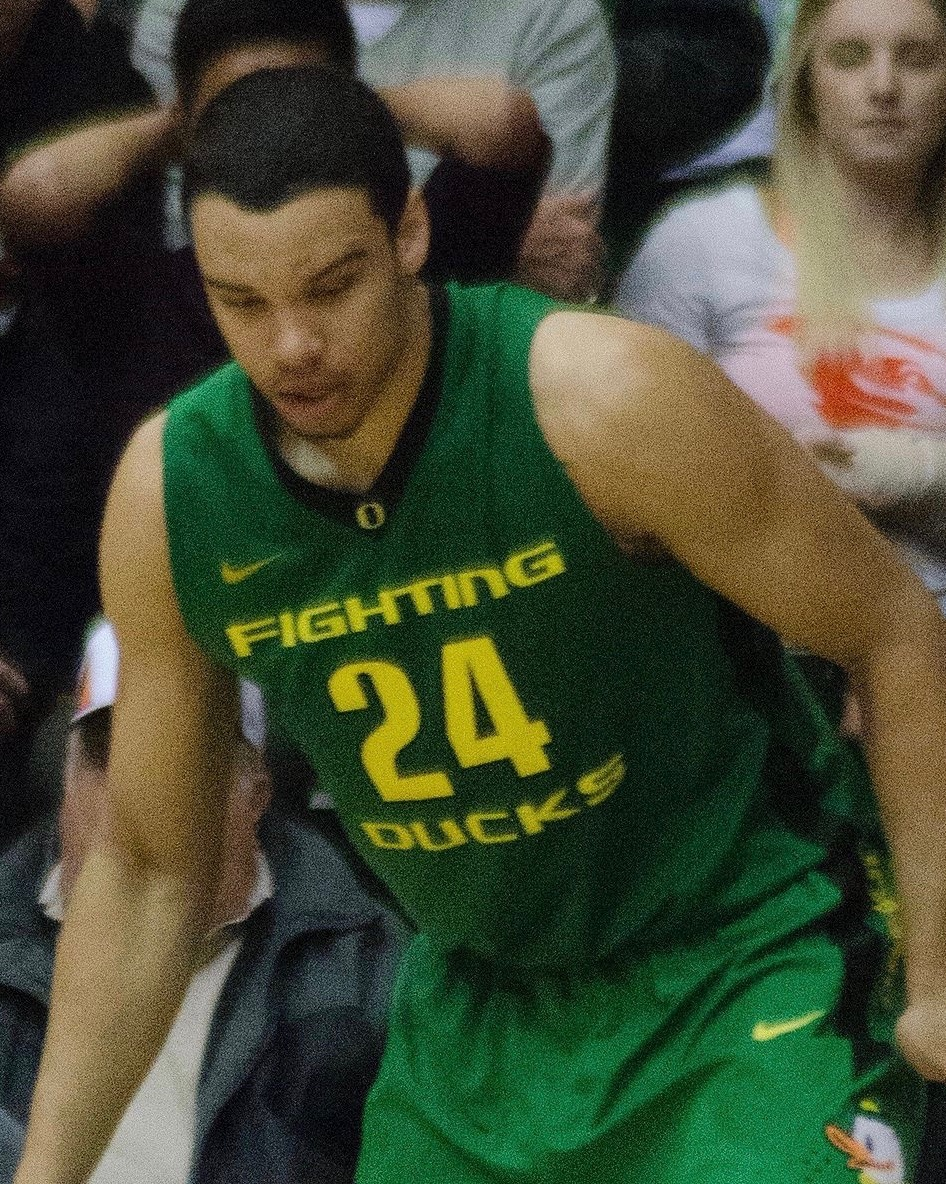
Brooks com Oregon em 2015

Brooks, um ala vindo de Mississauga, Ontário, foi para a Universidade de Oregon depois de jogar em Findlay Prep em Henderson, Nevada. Como calouro, ele teve uma média de 11.5 pontos por jogo e foi escolhido para o time de calouros da conferência Pac-12. Em seu segundo ano, Brooks liderou os Ducks ao título da temporada regular da Conferência Pac-12 e a um top 10 no ranking nacional. No final da temporada, ele foi escolhido como primeiro time da Pac-12 e terceiro time All-American pela Sporting News. Além disso, ele foi nomeado o jogador do ano do Distrcit IX pela Associação de Jornalistas de Basquete dos Estados Unidos (USBWA). Brooks teve uma média de 16.7 pontos, 5.4 rebotes e 3.1 assistências.
Após a conclusão da temporada de 2015-15, Brooks disse que iria continuar com Oregon por uma terceira temporada. Ele sofreu uma lesão no pé no verão de 2016 e não pôde jogar na viagem de Oregon para Espanha na offseason. Em 7 de Novembro de 2016, Brooks foi nomeado para o time All-American na pré-temporada da Associated Press. Durante suas três temporadas de carreira universitária, Brooks teve uma média de 14.8 pontos, 4.5 rebotes e 2.6 assistências em 28.9 minutos por jogo.
Logo após a temporada 2016–17, ele se declarou elegível para o draft da NBA de 2017 e contratou um agente, encerrando sua carreira universitária.

## Carreira profissional

### Memphis Grizzlies (2017–2023)
Brooks foi draftado pelo Houston Rockets na 45ª escolha do draft da NBA de 2017, mas foi imediatamente trocado para o Memphis Grizzlies. Em 21 Julho de 2017, os Grizzlies assinaram um contrato de calouro com Brooks. Em 18 de Outubro, 2017, durante a abertura da temporada do Grizzlies, Brooks fez 19 pontos, o recorde de pontos por um jogador canadense em uma estreia na NBA.
Em 11 de Abril de 2018, Brooks marcou uma pontuação inédita em sua carreira com 36 pontos, sete rebotes, uma assistência e dois roubos de bola em uma derrota por 137-123 contra o Oklahoma City Thunder. Em Dezembro de 2018, foi cogitado que Brooks estaria envolvido em uma troca tripla entre o Memphis, o Washington Wizards e o Phoenix Suns; a troca causou confusão por confundiram Brooks com seu companheiro de nome similar MarShon Brooks, enquanto a diretoria do Memphis não pretendia trocar Dillon, os outros times esperavam por ele, e não pelo Marshon.
Em 5 de Janeiro de 2019, Brooks sofreu uma ruptura no ligamento do seu dedão direito e passou por uma cirurgia bem sucedida em Janeiro de 2019. Brooks perdeu o restante da temporada de 2019-2019.
Brooks começou a temporada de 2019-20 como o ala-armador titular dos Grizzlies. Após ter uma média de 16.1 pontos por jogo na primeira metade da temporada, em 5 de Fevereiro de 2020, ele assinou uma extensão de contrato de $35 milhões com os Grizzlies.
Em 28 de Fevereiro de 2020, Brooks marcou sua pontuação mais alta na temporada com 32 pontos, dois rebotes, uma assistência e um toco no derrota por 104-101 contra o Sacramento Kings.
Em 23 de Maio de 2021, Brooks fez sua estreia nos playoffs da NBA fazendo sua pontuação mais alta na temporada, 31 pontos, com sete rebotes, ajudando o Grizzlies na vitória por 112-109 no Jogo 1 contra o primeiro colocado Utah Jazz. Os Grizzlies ainda seriam eliminados da série em cinco jogos.
Em Outubro de 2021, foi anunciado que Brooks perderia de duas a três semanas devido a uma fratura na mão esquerda. Em 19 de Dezembro, ele quebrou um novo recorde na carreira com 37 pontos na derrota por 105-100 para o Portland Trail Blazers. Em 8 de Janeiro de 2022, durante uma vitória por 123-108 em cima dos Los Angeles Clippers, Brooks sofreu uma lesão no tornozelo esquerdo. No próximo dia, foi diagnosticado como uma torção, o que o tiraria das quadras por 3 a 5 semanas. Em 16 de Abril, durante o Jogo 1 da primeiro fase dos playoffs, Brooks marcou 24 pontos na derrota por 130-117 para o Minnesota Timberwolves.
No Jogo 2 das semifinais da Conferência Oeste de 2022 contra o Golden State Warriors, Brooks cometeu uma falta flagrante 2, sendo expulso após acertar o jogador dos Warriors Gary Payton II na cabeça enquanto ele estava no ar, subindo para uma bandeja no contra-ataque; Payton caiu mal e fraturou seu cotovelo esquerdo. Brooks foi suspenso do Jogo 3 da série. O Grizzlies perderia para o Golden State Warriors em seis jogos.
Em 17 de Dezembro de 2022, Brooks foi o cestinha do time com 32 pontos na derrota por 115-109 para o Oklahoma City Thunder. Em 2 de Fevereiro de 2023, Brooks cometeu uma falta flagrante 2 e foi expulso por dar um soco no jogador Donovan Mitchell do Cleveland Cavaliers na virilha. No dia seguinte, Brooks foi suspenso pela NBA por um jogo sem pagamento pelas suas ações. Em 4 março, ele foi suspenso novamente por um jogo sem pagamento pela sua 16º falta na temporada. Em 17 de Março, Brooks foi multado em $35,000 pela NBA após empurrar um camera no chão durante um jogo dois dias antes contra o Miami Heat. Em 21 de Março, ele foi suspenso por um jogo sem pagamento por receber mais uma falta técnica, elevando seu total para 18 na temporada.
Durante a série de playoffs da NBA em 2023 contra o Los Angeles Lakers, Brooks criticou abertamente seu oponente LeBron James por ser “velho”, criando uma grande polêmica. Brooks foi expulso após cometer uma falta flagrante 2 nos primeiros 17 segundos da segunda metade do Jogo 3, acertando Lebron abaixo da cintura. Memphis perderia a série no sexto jogo.
Em 2 de maio de 2023, o repórter da NBA Shams Charania relatou que os Grizzlies informaram Brooks, um agente livre entrando na offseason de 2023, que ele "não seria trazido de volta em nenhuma circunstância".

### Houston Rockets (2023–presente)
Em  02 de Junho de 2023, Brooks assinou com o Houston Rockets, da National Basketball Association (NBA), com um contrato de $80 milhões em 4 anos, de acordo com o Insider Adrian Wojnarowski, da ESPN.

## Carreira na Seleção

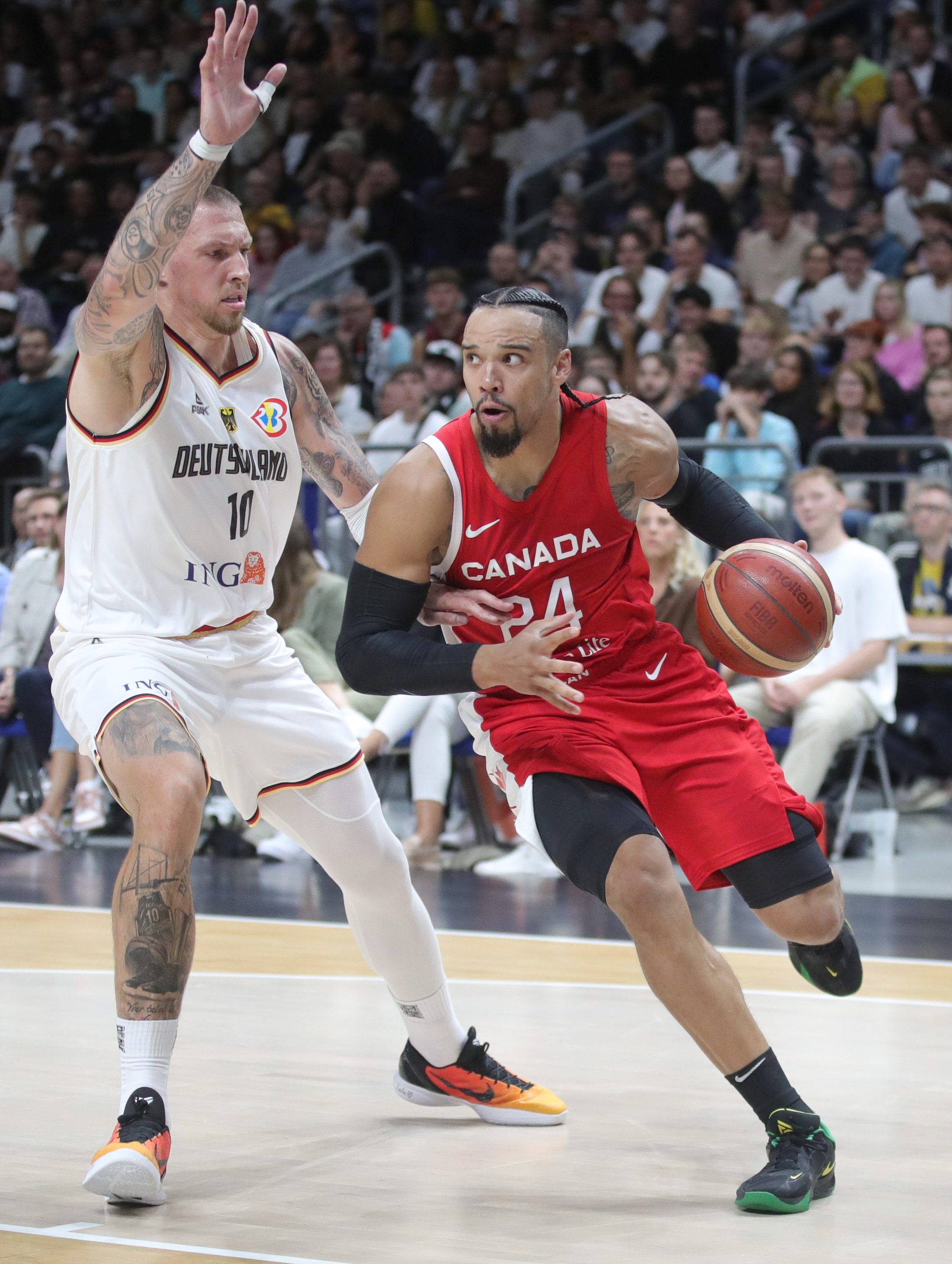
Jogo de preparação de basquete na Mercedes-Benz-Arena de Berlim, em preparação para o Campeonato do Mundo de Basquete de 2023: Alemanha vs Canadá, Seleção em que Brooks joga

Em 24 de maio de 2022, Brooks concordou com um compromisso de três anos para jogar com a seleção masculina sênior canadense.
Brooks jogou pela seleção canadense nos Jogos Pan-americanos de 2015, onde a equipe conquistou a medalha de prata.

## Estatísticas de Carreira

### NBA

#### Temporada Regular
| Ano     | Time    | PJ  | PT  | MPJ  | AP%  | 3P%  | LL%  | RT  | AS  | BR  | TO | PPJ  |
| ------- | ------- | --- | --- | ---- | ---- | ---- | ---- | --- | --- | --- | -- | ---- |
| 2017–18 | Memphis | 82  | 74  | 28.7 | .440 | .356 | .747 | 3.1 | 1.6 | .9  | .2 | 11.0 |
| 2018–19 | Memphis | 18  | 0   | 18.3 | .402 | .375 | .733 | 1.7 | .9  | .6  | .2 | 7.5  |
| 2019–20 | Memphis | 73  | 73  | 28.9 | .407 | .358 | .808 | 3.3 | 2.1 | .9  | .4 | 16.2 |
| 2020–21 | Memphis | 67  | 67  | 29.8 | .419 | .344 | .815 | 2.9 | 2.3 | 1.2 | .4 | 17.2 |
| 2021–22 | Memphis | 32  | 31  | 27.7 | .432 | .309 | .849 | 3.2 | 2.8 | 1.1 | .3 | 18.4 |
| 2022–23 | Memphis | 73  | 73  | 30.3 | .396 | .326 | .779 | 3.3 | 2.6 | .9  | .2 | 14.3 |
| Career  | Career  | 345 | 318 | 28.7 | .416 | .342 | .795 | 3.1 | 2.1 | .9  | .3 | 14.5 |

#### Play-in
| Ano      | Time     | GP | GS | MPG  | FG%  | 3P%  | FT%   | RPG | APG | SPG | BPG | PPG  |
| -------- | -------- | -- | -- | ---- | ---- | ---- | ----- | --- | --- | --- | --- | ---- |
| 2020     | Memphis  | 1  | 1  | 37.7 | .389 | .800 | .667  | 2.0 | 2.0 | 1.0 | .0  | 20.0 |
| 2021     | Memphis  | 2  | 2  | 42.4 | .395 | .000 | 1.000 | 4.5 | 3.0 | 2.0 | .5  | 19.0 |
| Carreira | Carreira | 3  | 3  | 40.8 | .393 | .333 | .857  | 3.7 | 2.7 | 1.7 | .3  | 19.3 |

#### Playoffs
| Ano      | Time     | GP | GS | MPG  | FG%  | 3P%  | FT%  | RPG | APG | SPG | BPG | PPG  |
| -------- | -------- | -- | -- | ---- | ---- | ---- | ---- | --- | --- | --- | --- | ---- |
| 2021     | Memphis  | 5  | 5  | 35.0 | .515 | .400 | .808 | 4.2 | 2.2 | 1.4 | .4  | 25.8 |
| 2022     | Memphis  | 11 | 11 | 30.5 | .349 | .347 | .640 | 2.7 | 2.7 | 1.0 | .3  | 14.6 |
| 2023     | Memphis  | 6  | 6  | 27.9 | .312 | .238 | .714 | 3.0 | 1.8 | .2  | .0  | 10.5 |
| Carreira | Carreira | 22 | 22 | 30.8 | .387 | .321 | .724 | 3.1 | 2.4 | .9  | .2  | 16.0 |

### Universidade
| Ano      | Time     | GP  | GS | MPG  | FG%  | 3P%  | FT%  | RPG | APG | SPG | BPG | PPG  |
| -------- | -------- | --- | -- | ---- | ---- | ---- | ---- | --- | --- | --- | --- | ---- |
| 2014–15  | Oregon   | 36  | 33 | 28.3 | .456 | .337 | .825 | 4.9 | 1.8 | .5  | .6  | 11.5 |
| 2015–16  | Oregon   | 38  | 38 | 32.8 | .470 | .338 | .806 | 5.4 | 3.1 | 1.1 | .4  | 16.7 |
| 2016–17  | Oregon   | 35  | 27 | 25.3 | .488 | .401 | .754 | 3.2 | 2.7 | 1.1 | .5  | 16.1 |
| Carreira | Carreira | 109 | 98 | 28.9 | .472 | .362 | .794 | 4.6 | 2.6 | .9  | .5  | 14.8 |

## Prêmios e Homenagens
NBA
- NBA All-Defensive Team:
  - Segundo Time: 2023